# Wylrehof
De Wylrehof was een historische boerderij in de gemeente Venlo in Nederlands Limburg. De boerderij lag ten zuidwesten van de stad in de buurt van de weg naar Tegelen op ongeveer 250 meter ten zuidoosten van de Maas. De straat Wylrehofweg verwijst nog naar de hoeve en ten zuiden van de hoeve lag het Kasteel Wylre. In de buurt van de hoeve lag de Wijlderbeek.
Ten oosten van de hoeve ligt de Algemene Begraafplaats Venlo.

## Geschiedenis
De Wylrehof was een van de oudste boerderijen van Venlo en was onderdeel van het landgoed van Kasteel Wylre.
In 1927 verwoeste een brand de hoeve. Daarna werd een deel van de boerderij herbouwd.
Op de plaats van de hoeve werd later het clubgebouw van carnavalsvereniging De Meulewiekers gebouwd.